# 店村眞積
店村 眞積（たなむら まづみ、1948年8月31日 - ）は、日本のヴィオラ奏者。東京音楽大学教授、桐朋学園大学特任教授。京都府出身。男性。

## 経歴
6歳よりヴァイオリンを始める。東儀祐二、鷲見三郎、江藤俊哉、齋藤秀雄、ピエロ・ファルッリらに師事。中学3年生のとき、学生音楽コンクール西日本第1位。京都市立堀川高校音楽コースへ進学。高校卒業後は4年間大学へ行かず、週1度東京へ通い、江藤俊哉の個人レッスンを受ける。22歳のとき桐朋学園大学音楽学部へ入学。オーケストラではヴァイオリンもヴィオラも弾いたが、大学3年生のとき、齋藤秀雄に「ヴィオラをやりなさい」と勧められる。1974年に桐五重奏団を結成し、ヴィオラを担当。本格的にヴィオラ奏者への道を歩むことを決意する。
東京文化会館で聴いたイタリア弦楽四重奏団のヴィオラ奏者ピエロ・ファルッリの演奏に感銘を受け、伝手をたどって連絡を取る。1976年春、連絡を取った1週間後にイタリア・フィレンツェへ渡りレッスンを受け始める。ルイジ・ケルビーニ音楽院に留学。その半年後にフィレンツェ市立歌劇場管弦楽団首席ヴィオラ奏者のオーディションを受け、リッカルド・ムーティに認められ入団。翌1977年のジュネーヴ国際音楽コンクールへ参加し、第2位。フィレンツェ市立歌劇場で8年ほど務めて帰国。1984年に読売日本交響楽団ソロ・ヴィオラ奏者に就任。
2001年よりNHK交響楽団首席ソリストを務めた。2011年6月、東京都交響楽団の特任首席奏者に就任し、N響を退団。2024年3月をもって東京都交響楽団を退団。2024年4月に東京都交響楽団から名誉首席奏者称号を授与された。
現在、水戸室内管弦楽団、サイトウ・キネン・オーケストラメンバー。2012年9月から京都市交響楽団ソロ首席ヴィオラ奏者に就任。
使用楽器はアレッサンドロ・ガリアーノ。

## 受賞歴
- 1973年 日本音楽コンクール 第3位[2]
- 1977年 ジュネーヴ国際音楽コンクール ヴィオラ部門 第2位入賞
- 2020年 京都市文化功労者

## ディスコグラフィ
- Italian Viola Fantasy Vol.1,2